# چارلز وارن
چارلز وارن (انگلیسی: Charles Warren; ۷ فوریهٔ ۱۸۴۰ – ۲۱ ژانویهٔ ۱۹۲۷) فرد نظامی اهل بریتانیا بود. وی همچنین برندهٔ جوایزی همچون همکار انجمن سلطنتی شده‌است.